# Challenger Cherbourg-La Manche 2024
Il Challenger Cherbourg-La Manche 2024 è stato un torneo maschile tennis professionistico. È stata la 36ª edizione del torneo, facente parte della categoria Challenger 75 nell'ambito dell'ATP Challenger Tour 2024, con un montepremi di 73 000 €. Si è giocato dal 12 al 18 febbraio 2024 sui campi in cemento indoor del Complexe Sportif Chantereyne di Cherbourg, in Francia.

## Partecipanti

### Teste di serie
| Nazionalità | Giocatore             | Ranking* | Testa di serie |
| ----------- | --------------------- | -------- | -------------- |
| Stati Uniti | Brandon Nakashima     | 91       | 1              |
| Francia     | Quentin Halys         | 101      | 2              |
| Francia     | Benoît Paire          | 110      | 3              |
| Ungheria    | Zsombor Piros         | 129      | 4              |
| Francia     | Titouan Droguet       | 157      | 5              |
| Regno Unito | Jan Choinski          | 161      | 6              |
| Francia     | Pierre-Hugues Herbert | 168      | 7              |
| Francia     | Antoine Escoffier     | 171      | 8              |

* Ranking al 5 febbraio 2024.

### Altri partecipanti
I seguenti giocatori hanno ricevuto una wild card per il tabellone principale:
- Quentin Halys
- Maé Malige
- Benoît Paire

I seguenti giocatori sono passati dalle qualificazioni:
- Tristan Lamasine
- Hazem Naw
- Buvaysar Gadamauri
- Nikolay Vylegzhanin
- Lorenzo Rottoli
- James Trotter

Il seguente giocatore è entrato in tabellone come lucky loser:
- Alexis Gautier

## Punti e montepremi
| Torneo    | Torneo              | V     | F     | SF    | QF    | 2T    | 1T  | Q | Q2  | Q1  |
| Singolare | Punti               | 75    | 44    | 22    | 12    | 6     | 0   | 4 | 2   | 0   |
| Singolare | Premi in denaro (€) | 9,880 | 5,820 | 3,450 | 2,000 | 1,165 | 720 | – | 360 | 185 |
| Doppio    | Punti               | 75    | 44    | 22    | 12    | –     | 0   | – | –   | –   |
| Doppio    | Premi in denaro (€) | 4,250 | 2,450 | 1,480 | 880   | –     | 500 | – | –   | –   |

## Campioni

### Singolare
Zsombor Piros ha sconfitto in finale  Matteo Martineau con il punteggio di 6–3, 6–4.

### Doppio
George Goldhoff /  James Trotter hanno sconfitto in finale  Ryan Nijboer /  Niklas Schell con il punteggio di 6–2, 6–3.